# محمدهادی سلاحی
محمدهادی سلاحی (زادهٔ ۱۲۸۹، شیراز - درگذشتهٔ ۱۳۶۹، شیراز) نویسنده، مدرس دانشگاه و یکی از قدیمی‌ترین کتابداران شیراز، مدیر و احیاگر کتابخانه آستان مقدس شاهچراغ است.

## زندگی‌نامه
محمدهادی سلاحی در سال ۱۲۸۹ در شیراز متولد شد. او فرزند آقا محمد اسلحه ساز از شیوخ و کسبه معروف شیراز است. 

«تحصیلاتِ او در شیراز، در دو جهت یادگیری در علوم جدید و دانش‌های حوزوی صورت گرفت. محمدهادی سلاحی از نخستین دیپلمه‌های فرهنگ بود در حالیکه هم‌زمان ادبیات فارسی و عربی را در نزد آیت الله شیخ یوسف حدائق، اصول، فقه و تفسیر قرآن کریم را در محضر مرحوم آیت الله شیخ بهاالدین محلاتی، تفسیر قرآن کریم در محضر آیت الله حاج میرزا محمد صادق مسجد گنجی، حکمت متعالیه ملاصدرای شیرازی و شرح عرفانی مثنوی شریف مولانا را در محضر مرحوم حاج میرزا محمد علی حکیم (ره) آموخت.» (کتاب دو رساله در حالات و کرامات حضرت شاهچراغ صفحه ۱۴)

«محمدهادی سلاحی از اول مهر ۱۳۰۳ تا بهمن ۱۳۰۹ به سمت آموزگار، نظامت و حسابدار دبستان ملی فرهنگ شیراز اشتغال داشت. او در بهمن ۱۳۰۹ به معلمی و نظامت دبستان نمازی شیراز انتخاب شد که با این انتصاب وضع نابسامان به جریان عادی سوق داده و فصل جدیدی در تاریخ مدرسه نمازی بازگردید، به طوری که می‌توان تصریح نمود مشکلات به نسبت قابل ملاحظه ای تخفیف یافت. پس از تأسیس دبیرستان نمازی در سال ۱۳۱۴ اجازه تأسیس دوره کامل متوسطه به ابوالقاسم برهان داده و از همان تاریخ محمد هادی سلاحی بسمت ناظم و دبیر دبیرستان نمازی منصوب شد که فعالیت خود را تا مهر ۱۳۳۶ که دبیرستان نمازی از ملی به دولتی تبدیل شد، ادامه داد.» (کتاب صد سال مدرسه)

محمدهادی سلاحی نقش مهمی در فعالیت‌های علمی و پژوهشی دبیرستان نمازی از جمله ایجاد و نشان مخصوص دبیرستان نمازی
در سال ۱۳۱۴، ایجاد کتابخانه دبیرستان نمازی در همان سال، ایجاد رسد پیش‌آهنگی و تعلیمات آن توسط وی، ایجاد انجمنهای ورزشی، دانش، ادب و موسیقی با عضویت دانش آموزان و سرپرستی یکی از دبیران، هر کدام با اساسنامه و وظائف مشخص و معین به انجام رساند که به واسطه این فعالیت‌ها و خدمات ارزنده موفق به دریافت حکم یک قطعه مدال درجه دو علمی کشوری از وزارت معارف شد. (کتاب تاریخچه چهل ساله دبیرستان نمازی)

او از اول مهر ۱۳۳۶ تا بهمن ۱۳۴۲ (تاریخ بازنشتگی) به سمت مدیری دبیرخانه اداره فرهنگ شیراز و دبیری دبیرستان‌های شهدخت، هنرستان پسران، دانش سرای مقدماتی، دبیرستان حکمت، دبیرستان ثریا، دبیرستان مهرآئین، همگی در شیراز اشتغال داشته‌است.

او در سال ۱۳۴۴ به کتابخانه حرم شاهچراغ رفت و توانست در جایگاه مدیر و مسئول اموال کتابخانه و موزه آستان مقدس حضرت احمدبن موسی (ع)، این کتابخانه را که سال‌ها از بی رونقیِ آن می‌گذشت احیا کند. نخستین مجموعه کتابخانه ۳۰۶ جلد کتاب بود که از این تعداد ۲۲۷ جلد کتب خطی و چاپی متعلق به سید جلال الدین محمد مجدالاشراف شیرازی و ۷۹ جلد کتاب اختصاصی درسی آموزشگاه‌ها هدیه اداره کل نگارش فرهنگ بوده‌است که با این ۳۰۶ جلد کتاب هسته اولیه کتابخانه بنیان گذاشته شد. توسط مدیر و کتابدار کتابخانه، محمدهادی سلاحی در دهم تیرماه ۱۳۴۸ شمار کتاب‌های کتابخانه به ۶۶۷۵ جلدافزایش یافت. غیر از ثبت و ضبط کتب خطی، چاپی، مجلات، روزنامه‌ها مهمترین عملی که در این مدت توسط محمدهادی سلاحی انجام گرفت تنظیم و ترتیب، و سپس تجلید، کتب و قرآنهای دستنویس کهنه و بسیار نفیس و نایاب بوده‌است که از انبار پر گرد و خاک به صورت مجموعه ای مدون در کتابخانه و موزه آستان مقدس احمدی و محمدی قرار داده شده‌است. در سال ۱۳۹۴ موجودی کتابخانه و مرکز پژوهش آستان احمدی و محمدی در بیش از شصت و پنج هزار نسخه کتاب چاپی فارسی، بیش از ۲۰۰۰ نسخه کتب نفیس، چاپ سنگی و… به زبان عربی و فارسی، ده‌ها عنوان نشریه، ۵۰۰۰ عنوان کتاب مرجع، ۵۰ عنوان کتاب و نشریه به خط بریل برای نابینایان و۸۰۰۰ عنوان کتاب کودک می‌باشد.
محمدهادی سلاحی سپس از سال ۱۳۴۹ تا ۱۳۶۶ ابتدا به صورت محدود ساعتی به سمت مسئول کتاب‌های قدیمی در دانشگاه شیراز منصوب شد و در ادامه بخش پژوهشی کتابخانه علامه طباطبایی را پایه‌گذاری کرد. فعالیت در مؤسسه آسیایی، مرکز فرهنگ اسلام و ندریسِ نسخ خطی و کتب نایاب فارسی و عربی در مقطع فوق لیسانس دانشگاه شیراز از جمله فعالیت‌های محمدهادی سلاحی در این سال‌ها است.
سلاحی از سال ۱۳۴۷ مسئولیت، کتابخانه و موزه خانقاه احمدی را به عهده گرفت و تا زمان فوت با جدیت به فعالیت پرداخت.

## آثار
کتاب رساله هدیه احمدی را محمد هادی سلاحی در سال ۱۳۴۱ تألیف کرده و ضمن شرح احوال و شخصیت حضرت شاهچراغ و ذکر تاریخچه اولین بناء حرم، توضیحاتی دربارهٔ صحن، ایوان، درب‌های ورودی، رواق‌ها و ضریح، به مدایح و مناقب حضرت اشاره می‌کند. این اثر برای نخستین بار موقعیت بنای حرم مطهر و یادداشت‌هایی پیرامون تأسیسات تکمیلی آستان مقدس داشته و سروده‌های برخی شعرا در آن جمع‌آوری شده‌است. رساله احمدی بعدها در سال ۱۳۷۸ توسط دکتر محمد یوسف نیری استاد دانشگاه شیراز تصحیح و در قالب کتاب «دو رساله در حالات و کرامات حضرت شاهچراغ» منتشر شد.
دیگر آثار محمدهادی سلاحی عبارتند از: «تاریخچه ۴۰ ساله دبیرستان نمازی»، «وحید نامه»، «رساله مختصر راز و نیاز در آداب و معانی کلمات نماز»، «اسرار نماز»، «شرح عرفانی بسم الله الرحمن الرحیم»، «رساله ای در شرح احوال ملاصدرا».

## درگذشت
محمدهادی سلاحی در هشتم اسفندماه ۱۳۶۹ در سن ۸۰ سالگی در شیراز درگذشت و در حیاط بقعه شاه داعی‌الله به خاک سپرده شد. در سال ۱۳۹۶ به مناسبت روز کتاب و کتابخوانی در مراسمی با عنوان «چشم و چراغ کتاب فارس» از خدمات فرهنگی او تجلیل شد.